# Michelangelo Prunati
Michelangelo Prunati (Verona, 1690 – 1756) è stato un pittore italiano.
Figlio del pittore Sante Prunati, dopo aver appreso i rudimenti della pittura dal padre si trasferì a Bologna a perfezionarsi. A 27 anni dipinse una pala d'altare, successivamente collocata nella chiesa di Santa Maria del Paradiso di Verona, in cui raffigurò l'Eterno Padre che presenta al Divino Figliuolo la Croce. Per la chiesa di Santa Eufemia realizzò un Battesimo di Sant'Agostino mentre nella cattedrale di Verona è presente una tela intitolata Beata Vergine in cui iscrisse il suo nome. Per studio fece diverse copie delle opere di Paolo Veronese, tra cui quella di San Barnaba che benedice un infermo e che successivamente servì a sostituire l'originale posta nella chiesa di San Giorgio in Braida che era stata trasportata a Parigi a seguito delle spoliazioni napoleoniche durante l'occupazione.